# Scotia (Kalifornija)
Scotia je naseljeno područje za statističke svrhe u američkoj saveznoj državi Kalifornija. Prema popisu stanovništva iz 2010. u njemu je živjelo 850 stanovnika.